# Marc Mendelson
Pour les articles homonymes, voir Mendelson.
Marc Mendelson (né le 6 novembre 1915 à Londres - mort le 12 août 2013) est un peintre, graphiste et sculpteur belge.

## Biographie
En 1943, il sera arrêté par l'occupant allemand durant une exposition à Bruxelles,.
Il est l'un des douze fondateurs de Jeune Peinture Belge. Ce mouvement, fondé en 1945, extrêmement fécond et d'une importance de premier plan dans l'histoire de la peinture belge, comprenait des grands noms comme Pierre Alechinsky, Gaston Bertrand, Jo Delahaut et Louis Van Lint. Il sera dissous en 1948, à la suite notamment du décès de René Lust.

## Œuvres
- Happy Metro to You, 1974, sculpture, station de métro Parc à Bruxelles[6].
- Magma rouge, 1964, huile sur toile, collection Cera, Louvain[7].